# Francesco Bevilacqua

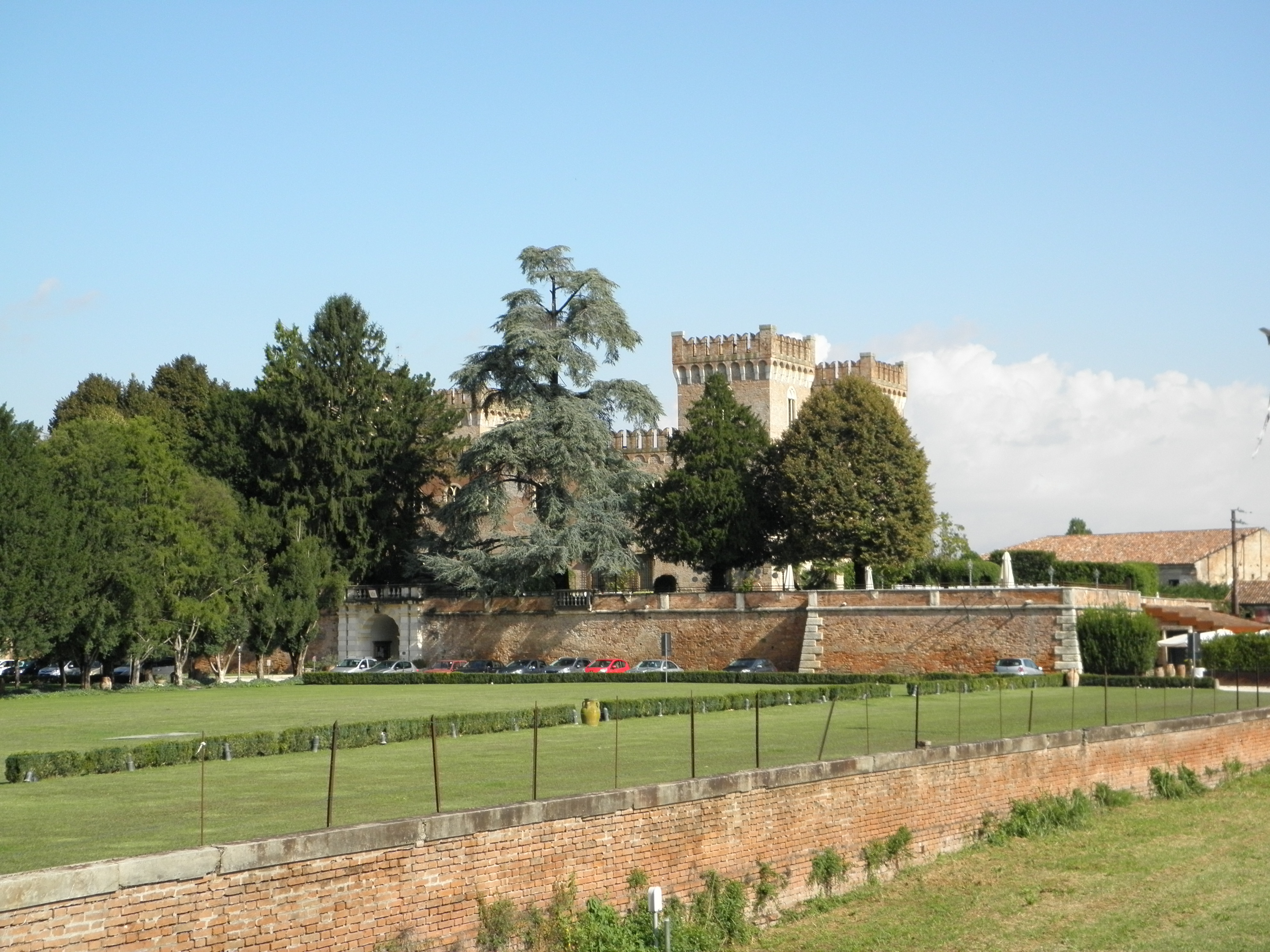
Kasteel van Bevilacqua in de provincie Verona, Italië

Francesco Bevilacqua (Verona, 1304 – aldaar, 19 oktober 1368) was een jurist, ambassadeur, ridder en grootgrondbezitter in de stadstaat Verona in het middeleeuwse Italië. Hij was grootgrondbezitter zowel in de stadstaat als erbuiten, met name in de republiek Venetië en de stadstaat Ferrara. Heel zijn leven stond in dienst van de heersers van Verona: het machtige huis Della Scala. Zijn ambten in het Latijn genoemd waren ambaxator, nuntius et procurator; dit betekent ambassadeur, gezant en gevolmachtigde van het huis Della Scala.

## Levensloop

### Juridisch adviseur
Zijn vader Guglielmo Bevilacqua (1272-1335) was een condottiero en gegoede patriciër in Verona. Hij had gevochten voor het huis Della Scala. Nadien was zijn vader in het dorp Bevilacqua begonnen met de bouw van zijn kasteel, zodat kasteel en het dorp voortaan Bevilacqua werden genoemd. Francesco Bevilacqua studeerde rechtsgeleerdheid aan de universiteit van Padua. Na de dood van zijn vader (1335) trad ook hij in dienst van het huis Della Scala, als juridisch adviseur. Voor bewezen diensten schonken twee vorsten uit buurlanden hem het burgerschap: Niccolo, prins-bisschop van Trente, gaf deze van Trente (1339) en Andrea Dandolo, doge van Venetië, deze van Venetië (1343).

### Ambassadeur

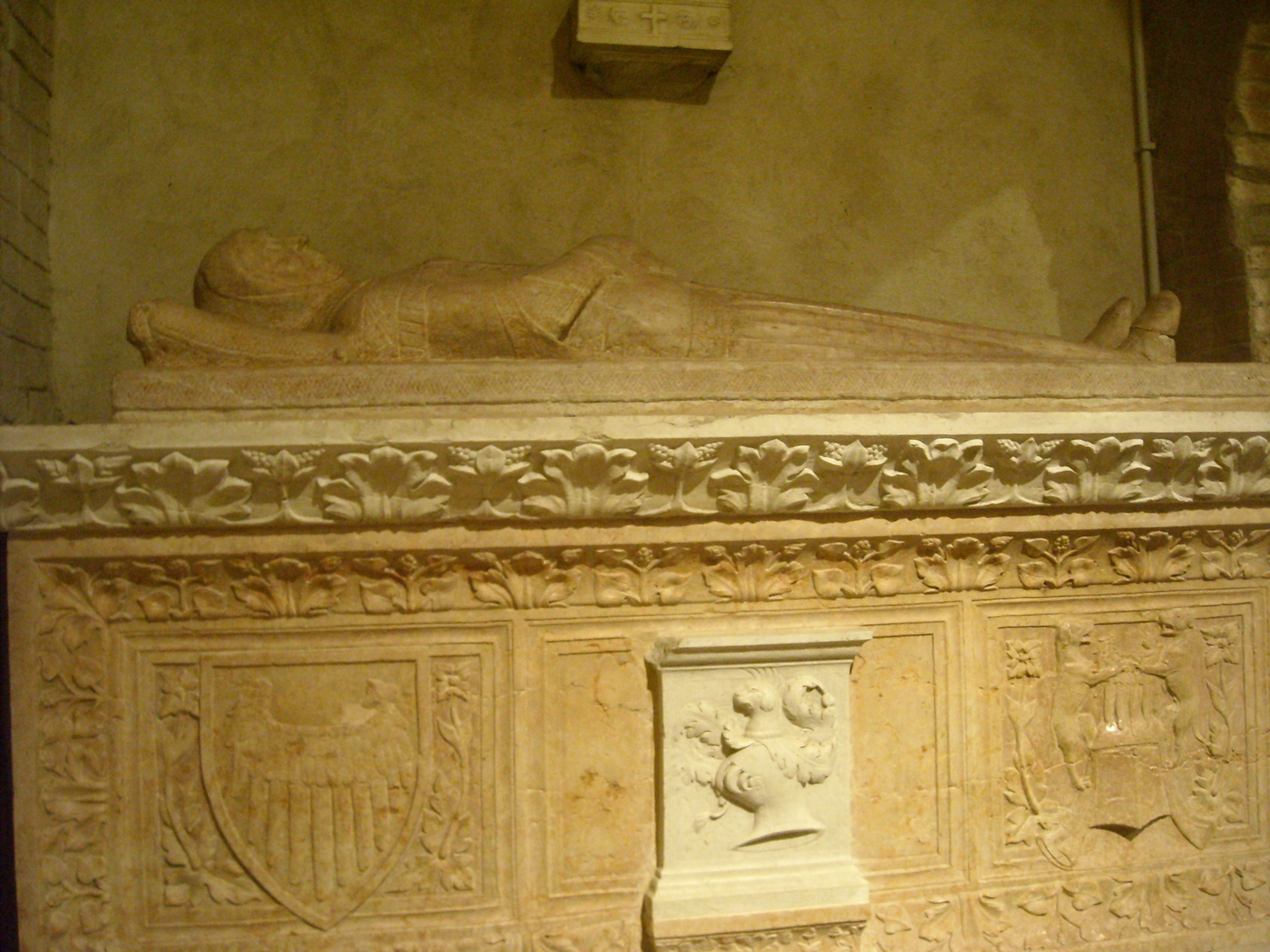
Graf van ridder Francesco Bevilacqua in de Teuteria en Toscakerk in Verona, Italië

Vanaf 1343 was Bevilacqua actief als ambassadeur voor de heren van Verona. Zijn eerste missie was een alliantie met de stadstaat Ferrara. Dit was zo succesvol dat Obizzo III d’Este, heer van Ferrara, aan Bevilacqua het burgerschap van Ferrara schonk alsook landerijen in het ommeland.
In 1348 was Bevilacqua ambassadeur bij Luchino Visconti in de heerlijkheid Milaan; het doel was een alliantie van Noord-Italiaanse staten te smeden tegen het huis Gonzaga in Mantua. In 1350 spurtte hij naar verschillende stadstaten om juist een alliantie mét Mantua te smeden. Dit lukte hem. Een jaar later keerde de alliantie van Verona en bevriende steden zich tegen Milaan. Dit had te maken met de annexatie van Bologna door de Visconti’s. Bevilacqua onderhandelde met paus Clemens VI, Obizzo III d’Este en met de stadstaten Florence en Siena zodat de anti-Milaan-alliantie ontstond (1351).
Bevilacqua zetelde ondertussen als lid van de Raad van Mastino II della Scala (tot 1351) en diens zonen Cangrande II della Scala (vanaf 1351) en Cansignorio della Scala (vanaf 1359). In 1354 pleegde Fregnano della Scala een putsch; aangezien Bevilacqua loyaal bleef aan Cangrande II, bezorgde deze laatste hem de titel van ridder en overlaadde hem met uitgestrekte landerijen in de streek rond Verona. De bouw van het kasteel van Bevilacqua, het werk gestart door zijn vader, liet hij voltooien. Het kasteel was voortaan verbonden met een ridderlijke titel.
De laatste missie als ambassadeur deed Bevilacqua in het jaar 1362. Het ging andermaal om een pauselijke alliantie tegen de heerser van Milaan, ditmaal Bernabò Visconti. Bevilacqua onderhandelde hiervoor met de kardinaal legaat Albornoz en met heersers in Noord-Italiaanse steden.
Ridder Bevilacqua stierf enkele jaren later (1368). Hij werd begraven in de Chiesa delle Sante Teuteria e Tosca, de oudste kerk in Verona. Hij had deze laten verfraaien.

## Zijn zoon
Zijn zoon Guglielmo II Bevilacqua (1334-1397) werd een condottiero die vocht tegen het huis Della Scala merkwaardig genoeg. Hij vocht ten dienste van het huis Visconti in Milaan (1387) en de republiek Venetië (1405), telkenmale om zijn vaderstad Verona te veroveren.